# 負荷曲線
負荷曲線（ふかきょくせん）は、需要電力の時間的変動を表す曲線である。横軸に時間、縦軸に電力をとった折れ線グラフとなる。横軸のスケールにより、1年のうちの変動を表す場合（年負荷曲線）や、1日のうちの変動を表す場合（日負荷曲線）がある。

## 年負荷曲線の例
上図は、北海道と四国の年負荷曲線である。期間は、2019年4月から2020年3月までの1年間であり、データの出典は、電力広域的運営推進機関が作成した報告書である。
年負荷曲線の局所的なピークは、上図のように、8月と2月にある。北海道の年負荷曲線は、寒さの厳しい2月のピークが8月のピークを上回り、年間の最大需要電力となる（冬ピーク型）。これに対して、四国の年負荷曲線は、冷房需要の高まる8月のピークが2月のピークを上回り、年間の最大需要電力となる（夏ピーク型）。

## 日負荷曲線の例
上図は、九州の冬のある日（2021年1月7日）、夏のある日（2020年8月21日）、5月のある日（2020年5月3日）の日負荷曲線である。縦軸は、1時間平均電力とした。データの出典は、九州電力送配電の「でんき予報」である。1月7日は、18時台に最大電力1,606万kWを記録した（夜ピーク型）。前年の8月21日は、13時台に最大電力1,637万kWを記録した（昼ピーク型）。5月は、もともと需要電力の小さい月であり、5月3日は、ゴールデンウィーク中のため、特に需要電力が小さかった。